# Aurostibite
L'aurostibite est une espèce minérale, antimoniure d'or de structure cubique et qui est membre du groupe de la pyrite. L'aurostibite a été découverte en 1952 et peut être trouvée dans des veines hydrothermales or-quartz, dans des environnements pauvres en soufre qui contiennent d'autres minéraux d'antimoine. On la trouve en particulier à Yellowknife dans les Territoires du Nord-Ouest du Canada et dans le district de Timiskaming en Ontario au Canada. Les antimoniures sont rares et sont normalement classés dans la famille des sulfures par les minéralogistes.